# Тамара Алексић
Тамара Алексић (Београд, 18. август 1992) српска је телевизијска, филмска, позоришна и гласовна глумица.

## Биографија
Тамара Алексић рођена је 18. августа 1992. године у Београду. Ћерка је монтажера Горана Алексића и водитељке Тање Петернек Алексић. Своју прву улогу је остварила 2012. године у филму Шешир професора Косте Вујића, где је тумачила лик Мирјане Маринковић. Глуму је дипломирала 2015. године на Факултету драмских уметности у Београду у класи Драгана Петровића. Прославила се 2016. године кад је тумачила Ленку Дунђерски у филму Santa Maria della Salute. Игра у позоришту Мадленијанум, Београдском драмском позоришту и Позоришту Пуж. Бави се и синхронизацијом цртаних филмова у студију Ливада Београд.

## Награде
Царица Теодора за улогу Ленке Дунђерски на Филмском фестивалу у Нишу, 2017. године.

## Филмографија
| Год.       | Назив                                    | Улога               |
| ---------- | ---------------------------------------- | ------------------- |
| 2012.      | Шешир професора Косте Вујића (филм)      | Мирјана Маринковић  |
| 2013.      | Шешир професора Косте Вујића (ТВ серија) | Мирјана Маринковић  |
| 2014—2015. | Јагодићи                                 | Симка               |
| 2015.      | Синђелићи                                | Мара                |
| 2015.      | Љубав у доба контроле                    | Девојка             |
| 2012.      | Вера                                     | Вера                |
| 2016.      | (филм)                                   | Ленка Дунђерски     |
| 2017.      | (ТВ серија)                              | Ленка Дунђерски     |
| 2018—2019. | Погрешан човек                           | Настасја Ивченко    |
| 2021.      | Александар од Југославије                | Марија Карађорђевић |
| 2022.      | Чудне љубави                             | Нађа                |
| 2022.      | Радио Милева                             | Карла               |
| 2024.      | Руски конзул                             | Нина                |

## Улоге у позоришту
| Представа       | Улога |
| --------------- | ----- |
| „Догвил“        |       |
| „Ана Карењина“  | Кити  |
| „Велики Гетсби“ |       |
| „Дејзи“         |       |

## Улоге у синхронизацијама
| Година | Наслов                              | Улога              |
| ------ | ----------------------------------- | ------------------ |
| 2017.  | Штрумпфови: Скривено село           | Штрумпфета         |
| 2018.  | Зец Петар                           | Беа                |
| 2018.  | Спајдермен: Нови свет               | Док Ок             |
| 2018.  | Хотел Трансилванија 3: Одмор почиње | Ерика              |
| 2019.  | Мала госпођица Дулитл               | Ванеса             |
| 2019.  | Породица Адамс (2019)               | Паркер             |
| 2019.  | Прича о играчкама 4                 | Габи Габи          |
| 2019.  | Тајни агент Мјау                    | Марни              |
| 2019.  | Angry Birds филм 2                  | Рачунар            |
| 2020.  | Фантастични повратак у Оз           | Дороти             |
| 2021.  | Аинбо – добри дух Амазоније         | Лизени             |
| 2021.  | Зец Петар: Скок у авантуру          | Беа                |
| 2021.  | Мичелови против машина              | Кејти Мичел        |
| 2021.  | Свемирски баскет: Ново наслеђе      | додатни гласови    |
| 2021.  | Фабрика снова                       | Хелена             |
| 2021.  | Хотел Трансилванија: Трансформанија | Ерика              |
| 2025.  | Елио                                | Амбасадорка Тураис |